# Lolo (Cameroun)
Pour les articles homonymes, voir Lolo.
Lolo est un village de la région de l'Est au Cameroun situé dans l’arrondissement (commune) de Kentzou. Le camp de réfugiés de Mbile est situé à proximité du village de Lolo.

## Population et réfugiés
Les coordonnées géographiques de Lolo sont 4° 16' 60 N et 14° 54' 0 E. Un second emplacement désigné « Lolo II » (4,2833° de latitude nord et 14,9000° de longitude est), est situé à 3,4 km.
Lors du recensement de 2005, la localité de Lolo comptait 1 512 habitants.
Dans les premiers mois de 2014, le village de Lolo a abrité environ 10 000 réfugiés fuyant la République centrafricaine. En date du 14 mars 2014, il y avait environ 2 000 enfants dans le camp. Le 21 février 2014, le HCR a déclaré que le site, situé à 46 kilomètres de la frontière avec la République centrafricaine, pourrait hébergé jusqu'à 15 000 réfugiés.
Le 3 juin 2014, le Programme alimentaire mondial (PAM) a indiqué une nouvelle série de distributions de vivres qui a commencé le 22 mai. Dans les sites de Gado-Badzéré, Lolo, Borgop et Timangolo, 29 780 réfugiés sont établis et 17 369 réfugiés localisés dans des points de transit ont bénéficié de 782 tonnes de distribution alimentaire. Les distributions alimentaires ont aussi eu lieu dans les points de transit Mbai Mboum et Garoua-Boulaï.